# Franklin Gómez

Zawodnik Michigan State Spartans

Franklin "Frank" Gómez Matos (ur. 5 sierpnia 1986 w Puerto Plata) – urodzony na Dominikanie, portorykański i amerykański zapaśnik walczący w stylu wolnym. Uczestnik igrzysk olimpijskich w Londynie, gdzie zajął piętnaste miejsce w kategorii 60 kg. Dziewiąty w Rio de Janeiro 2016 w kategorii 65 kg. W Tokio 2020 zajął szesnaste miejsce w kategorii 74 kg.
Wicemistrz świata w 2011, w finale przegrał z Biesikiem Kuduchowem. Mistrz Igrzysk Panamerykańskich 2011 i mistrzostw panamerykańskich w tym samym roku. Triumfator Igrzysk Ameryki Środkowej i Karaibów w 2014; drugi w 2018; trzeci w 2010 i 2023 roku. 
Zawodnik Brandon High School i Michigan State University. Trzy razy All-American (2008 – 2010) w NCAA Division I, pierwszy w 2009; trzeci 2008 i 2010 roku.